# Tempio Kailasa
Il tempio Kailasa è uno dei più grandi antichi templi indù scavati nella roccia tra quelli situati a Ellora, in Maharashtra. È stato costruito nel corso dell'VIII secolo dal re Rashtrakuta Krishna I, come attestato dalle trascrizioni presenti a Kannada. È uno dei 34, tra templi e monasteri, conosciuti collettivamente come "grotte di Ellora". Questi si estendono su più di 2 km; furono scavati affiancati l'uno all'altro lungo la parete di un'elevata falesia di basalto.

## Storia
Il Kailasa (grotta 16) è un notevole esempio di architettura dravidica per la sua proporzione impressionante, la lavorazione elaborata, i contenuti architettonici e le decorazioni scultoree di architettura indiana rupestre. Il tempio fu commissionato e completato tra 757-783 d.C., quando Krishna I stabilì il proprio regno. Fu progettato per richiamare il monte Kailash, la casa del dio degli asceti Shiva; si tratta di un megalito scavato su una singola enorme roccia.

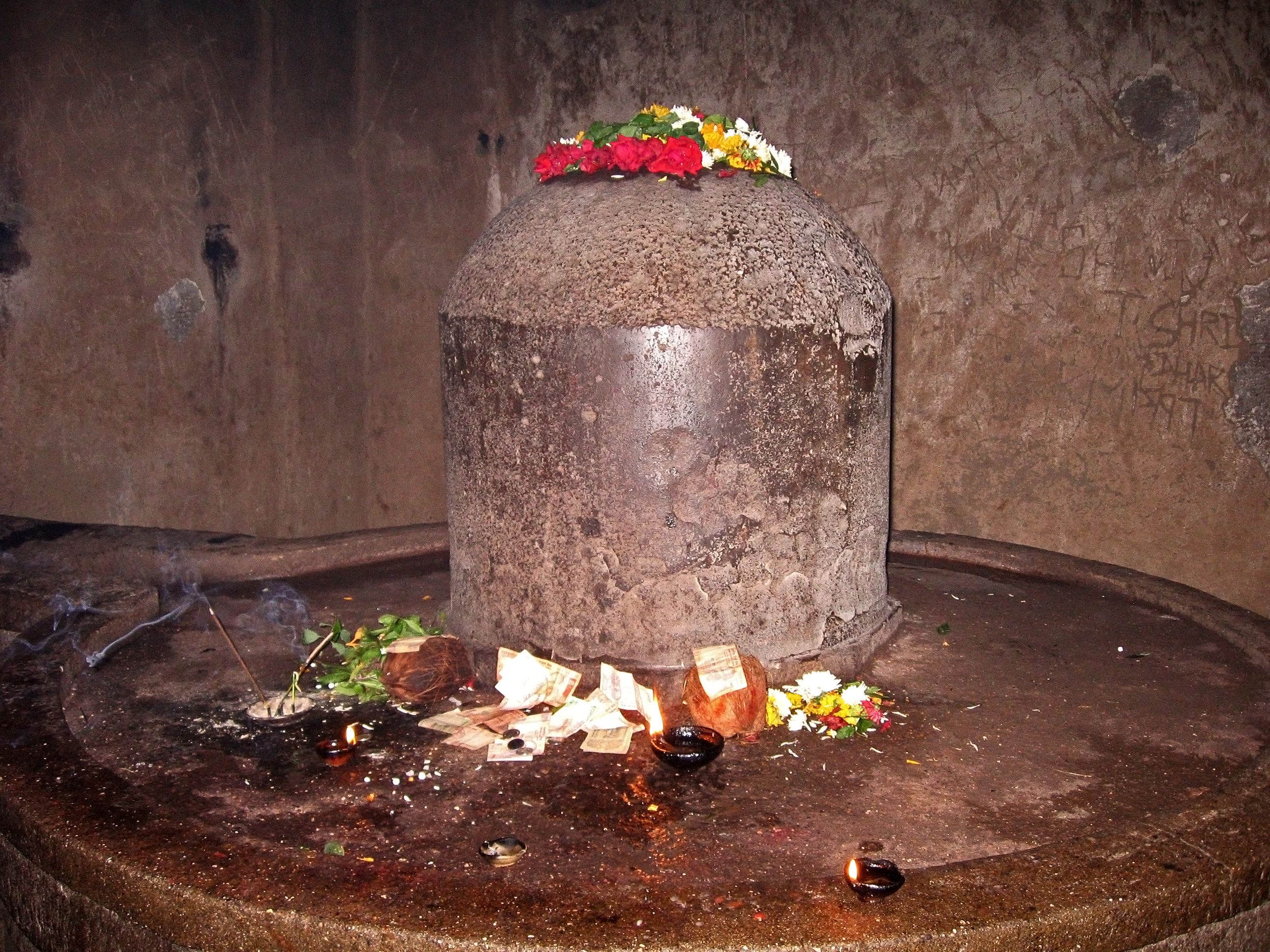
Lo shivalingam all'interno del tempio.

## Architettura
Il tempio Kailasa si distingue per il lavoro di scavo ed intaglio in verticale, iniziato in cima alla roccia originaria e proseguito verso il basso. Il maestro architetto seguì rigidamente i metodi tradizionali, impossibili da applicare scavando dal davanti in orizzontale. Si stima che per costruire questa struttura monolitica nel corso di centinaia di anni siano state scavate circa 400 000 tonnellate di rocce. I segni sulle pareti hanno permesso agli archeologi di dedurre che per ritagliare il tempio sono stati usati tre tipi di scalpelli.
Tutte le incisioni sono a più livelli. Un passaggio a due piani si apre per rivelare un cortile a forma di U. Il cortile è contornato da un porticato a colonne alto tre piani. I portici sono punteggiati da enormi pannelli scolpiti e nicchie contenenti gigantesche sculture raffiguranti varie divinità. Originariamente ponti di pietra aerei collegavano queste gallerie alle strutture centrali del tempio.

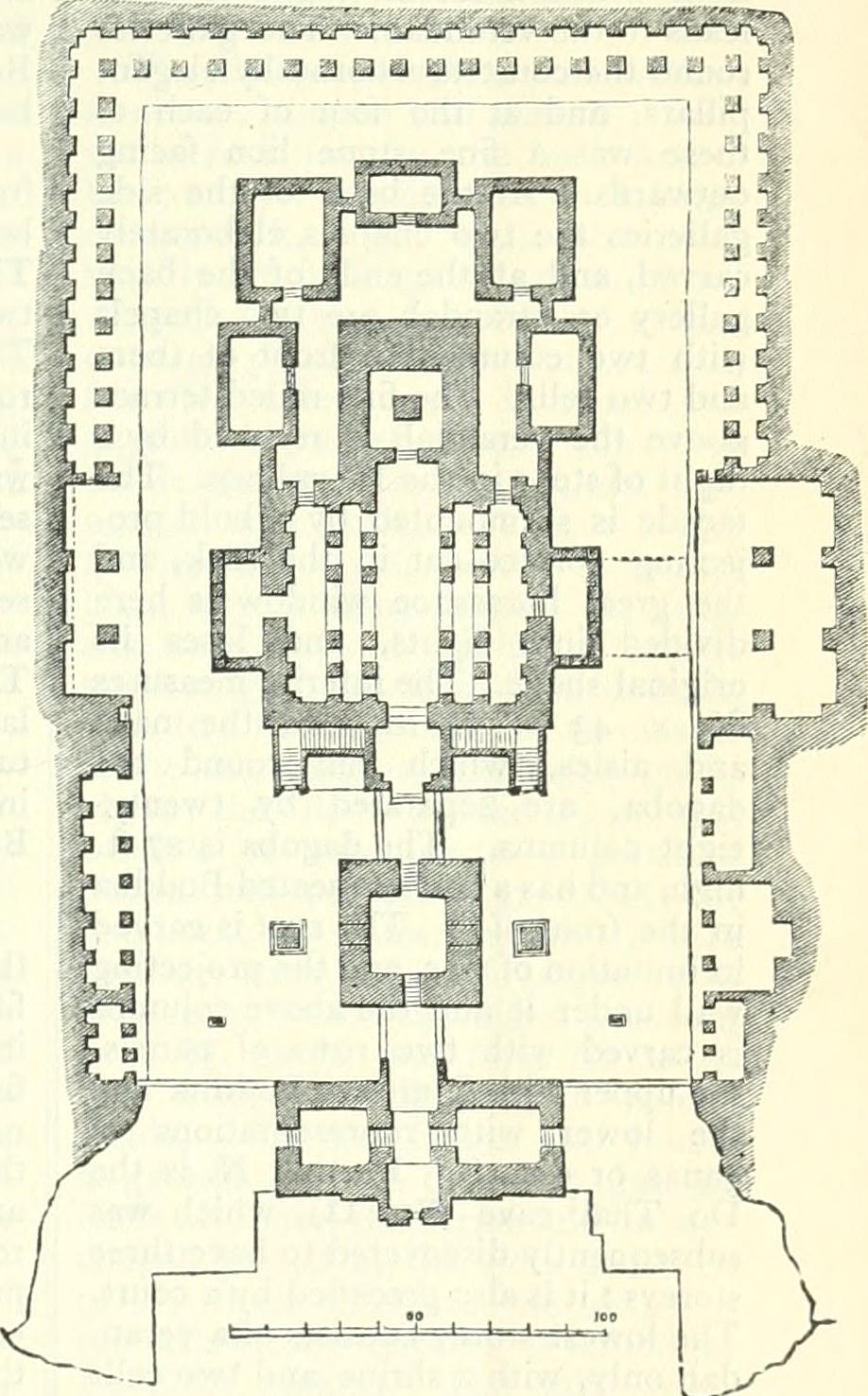
Piantina del tempio.

All'interno del cortile si trovano due strutture. Come da tradizione nei templi di Shiva, l'immagine del sacro toro Nandi affianca frontalmente il linga posizionato nella grande sala centrale del tempio. Nella grotta 16 la "Nandi Mandapa" e il tempio di Shiva principale sono alti ciascuno circa 7 m e costruiti su due piani. Le strutture più basse del Nandi Mandapa sono decorate con sculture elaborate a fini illustrativi. Alla base del tempio sono scolpiti elefanti nell'atto di sorreggere la struttura.
Un ponte di roccia collega la Nandi Mandapa al portico del tempio. La struttura piramidale in sé è una delle più alte del sud dell'India. Il santuario - completo di pilastri, finestre, ambienti interni ed esterni, le sale di raccolta ed un enorme lingam di pietra al centro - è scolpito con nicchie, intonaci, finestre, così come le immagini di divinità, Maithuna (rappresentazioni di erotismo eterosessuale) e altre figure. La maggior parte delle divinità a sinistra dell'ingresso sono riferite allo Shivaismo (seguaci del Signore Shiva), mentre a destra al Vishnuismo (seguaci del Signore Visnù).
Nel cortile ci sono due Dhwajasthambha (pilastri con pennone). La grande scultura di Rāvaṇa che tenta di sollevare il monte Kailasa con tutta la forza è un punto di riferimento per l'arte indiana.

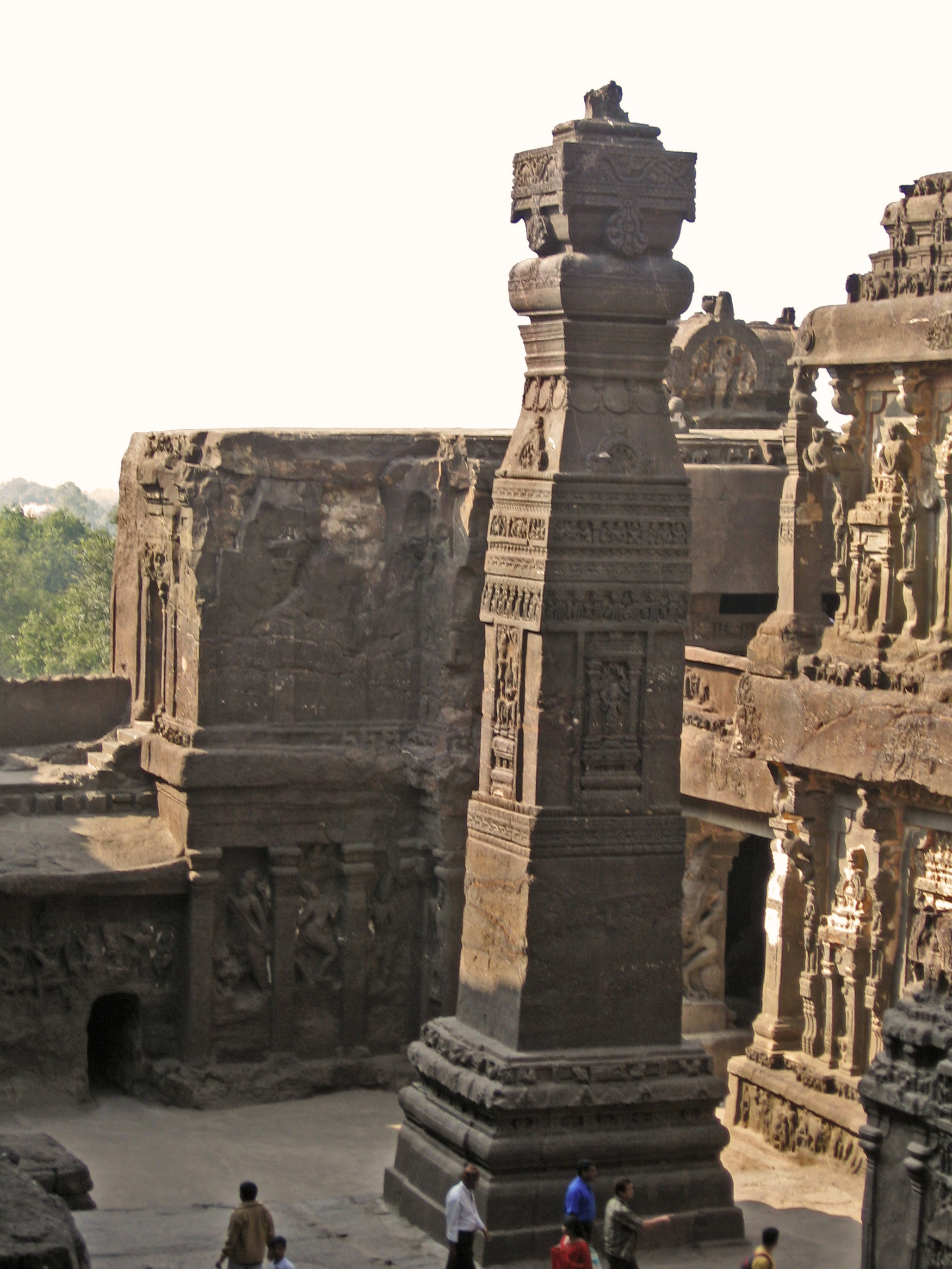
Pilastro scolpito del complesso.
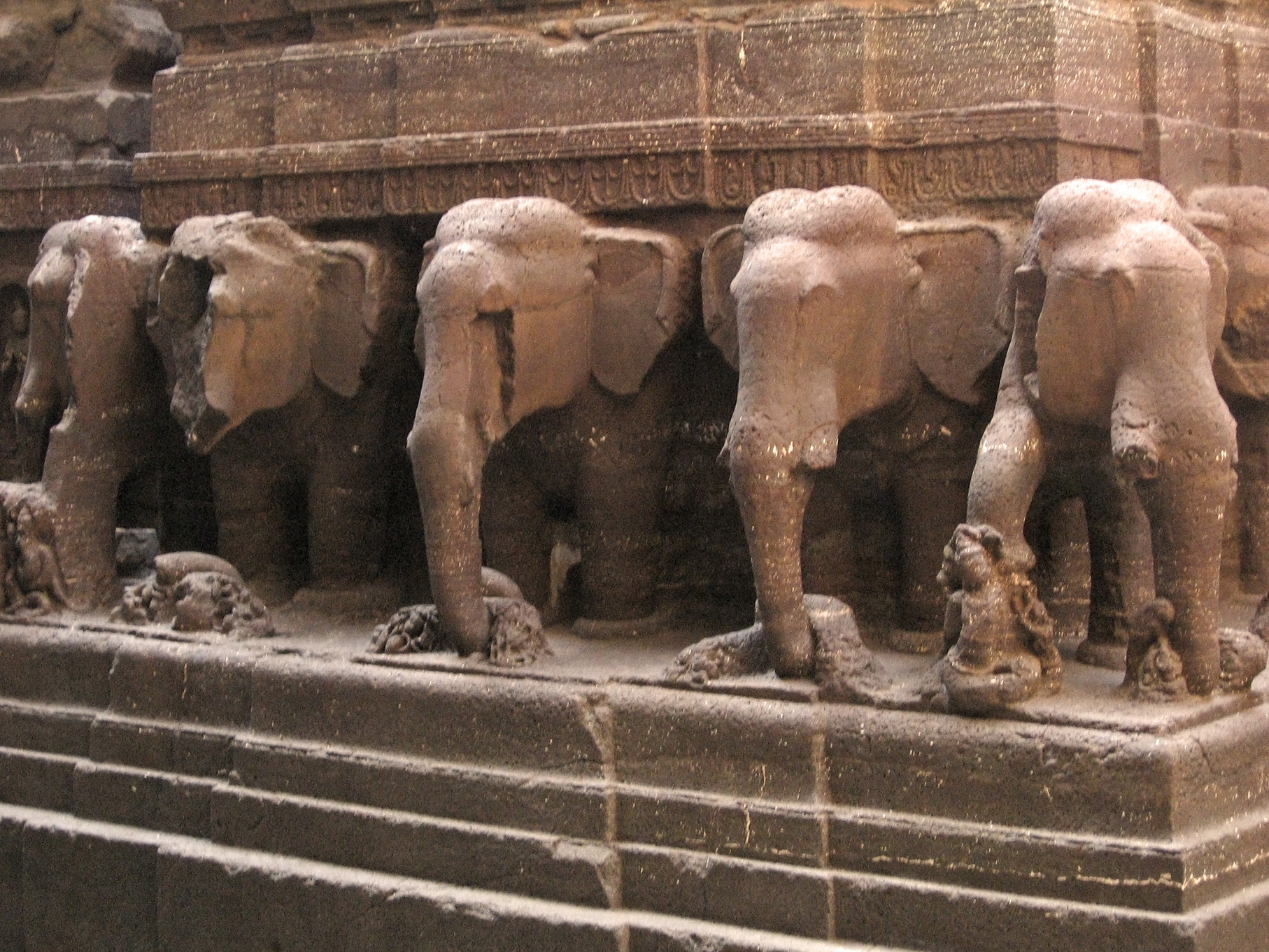
Elefanti scolpiti nella roccia a sostegno della struttura
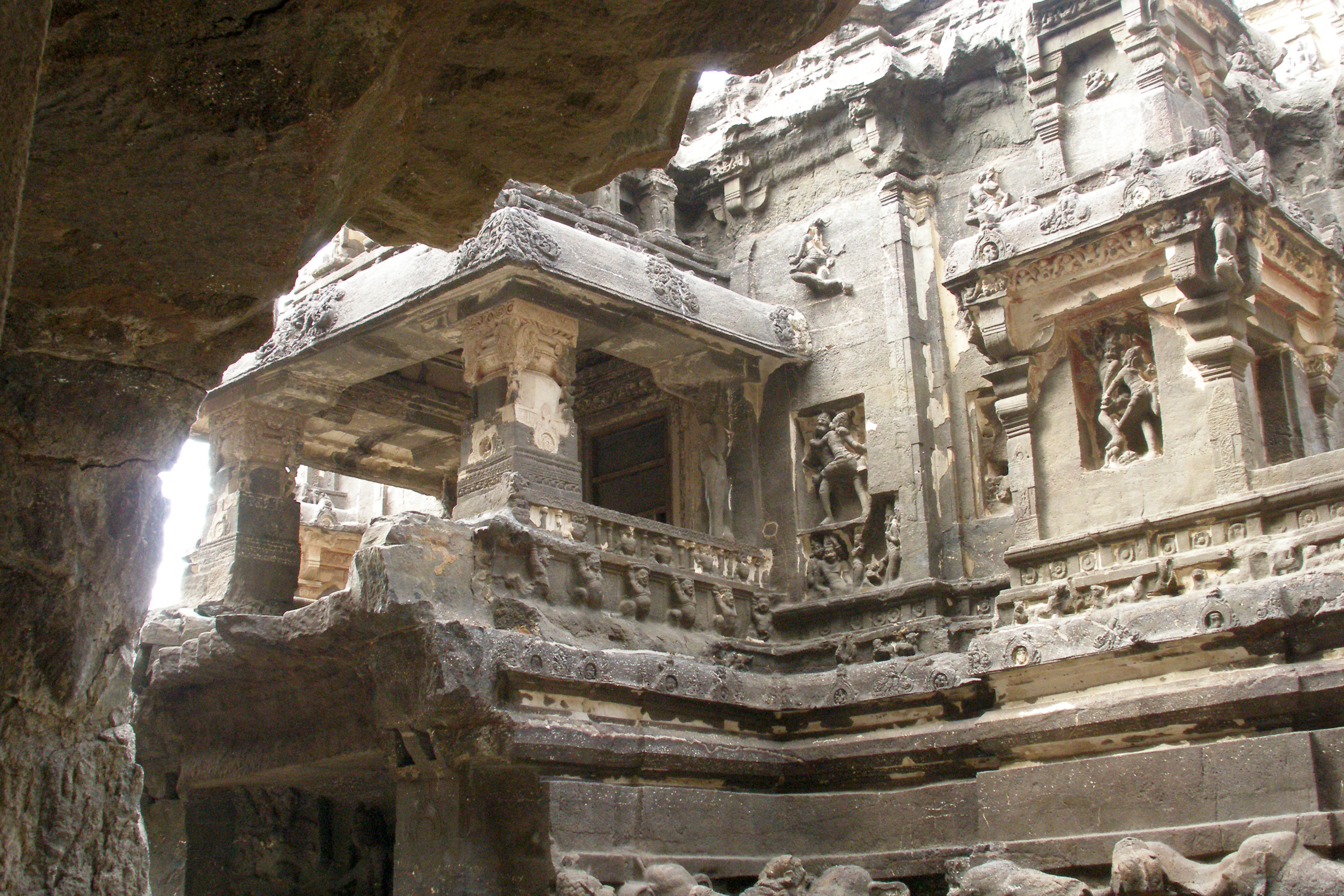
Veduta esterna di una parete del tempio
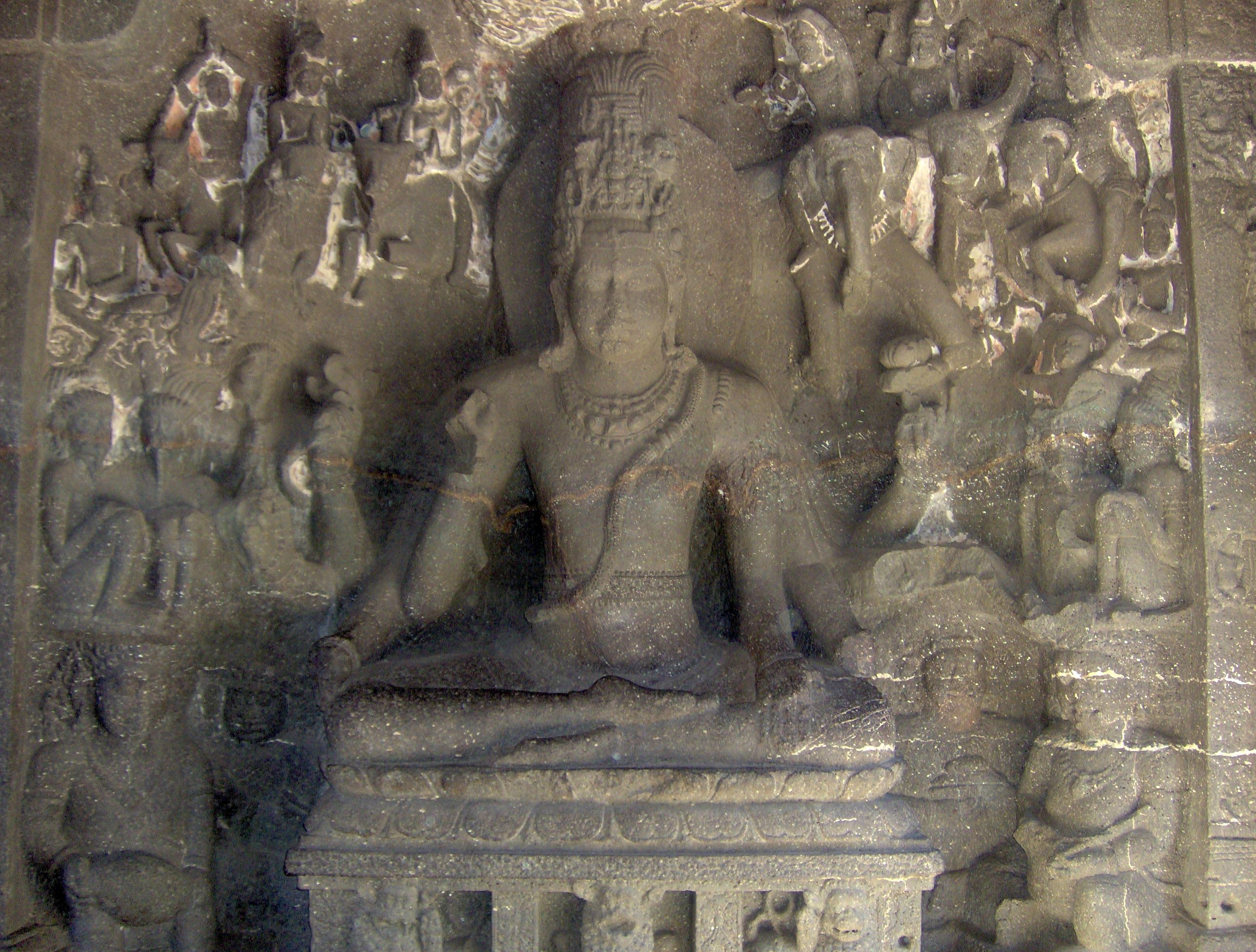
Uno dei pannelli statuari
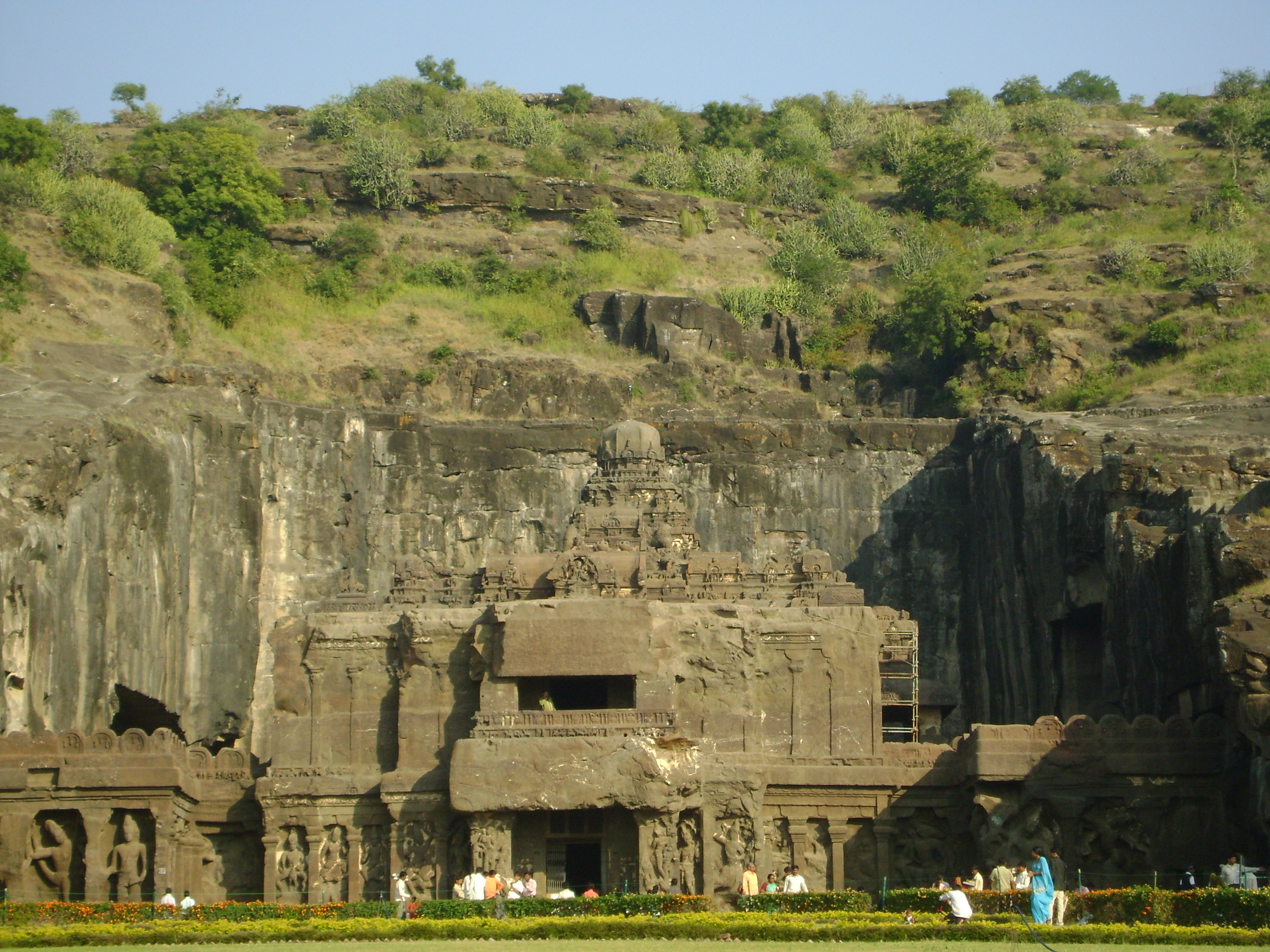
Panoramica frontale della grotta 16